# St. Lukas (Braunschweig)

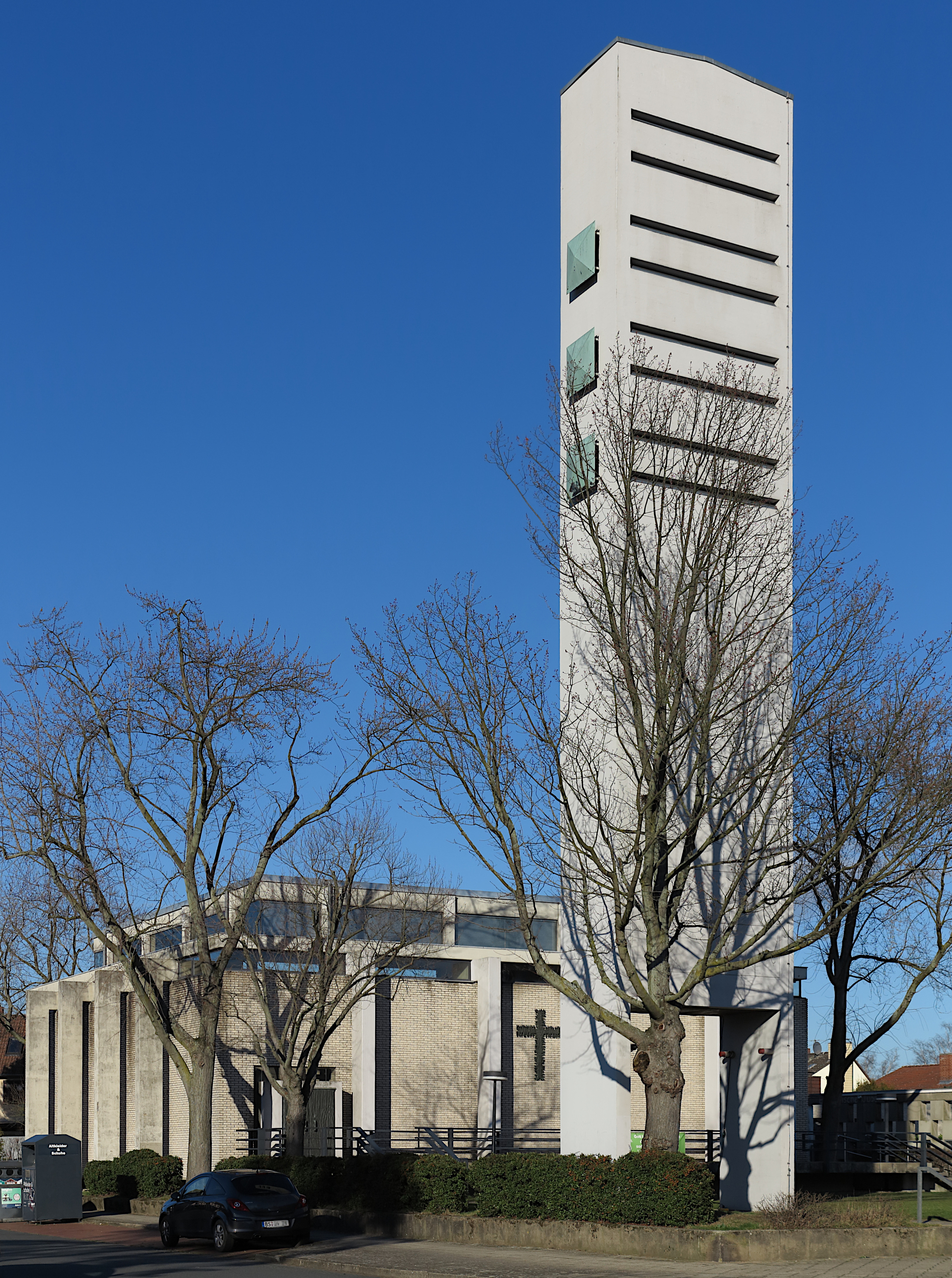
Die St.-Lukas-Kirche

Die Kirche St. Lukas ist ein 1962 eingeweihtes Kirchengebäude am Eichhahnweg in Braunschweig-Querum. Sie gehört zur Evangelisch-lutherischen Landeskirche in Braunschweig. Für den damals einmaligen Baustil wurde der gesamte Komplex am Eichhahnweg 27 (Kirche, Gemeindehaus und Küsterwohnung) „in Anerkennung und zur Förderung baukünstlischer Leistung beim Aufbau der Stadt Braunschweig“ mit dem Peter-Joseph-Krahe-Preis, dem Architekturpreis der Stadt Braunschweig, ausgezeichnet.
Die Kirche, samt Gemeindehaus, stellt den damaligen Baustil bis heute gut dar und ist ein führendes Beispiel für die damalige Architektur. 

## Geschichte
Die Kirchengemeinde Querum, die früher zur Gemeinde des Klosters Riddagshausen ausgegliedert worden war, wuchs nach dem Zweiten Weltkrieg bedingt durch den großen Wohnungsneubau so sehr, dass die alte Querumer Kirche mit ihren rund 100 Plätzen nicht mehr ausreichte. Am 31. Mai 1955 stellte der Kirchenvorstand erstmals Überlegungen zum Neubau einer Kirche an. Zur Finanzierung wurde ein Kirchenbausparverein gegründet. Nachdem im November 1957 ein Grundstück erworben werden konnte und schließlich über die Architektur Einigkeit erzielt werden konnte, fiel im Mai 1959 der Beschluss zum Baubeginn. Am 30. Oktober 1960 fand die Grundsteinlegung statt. Der Plan, Kirche und Gemeindehaus durch ein Atrium miteinander zu verbinden, wurde aus Kostengründen wieder fallen gelassen. Am 11. November 1962 (21. Sonntag nach Trinitatis) wurde die Kirche, die auf Beschluss des Kirchenvorstands den Namen des Apostels Lukas erhielt, feierlich eingeweiht. 

## Architektur

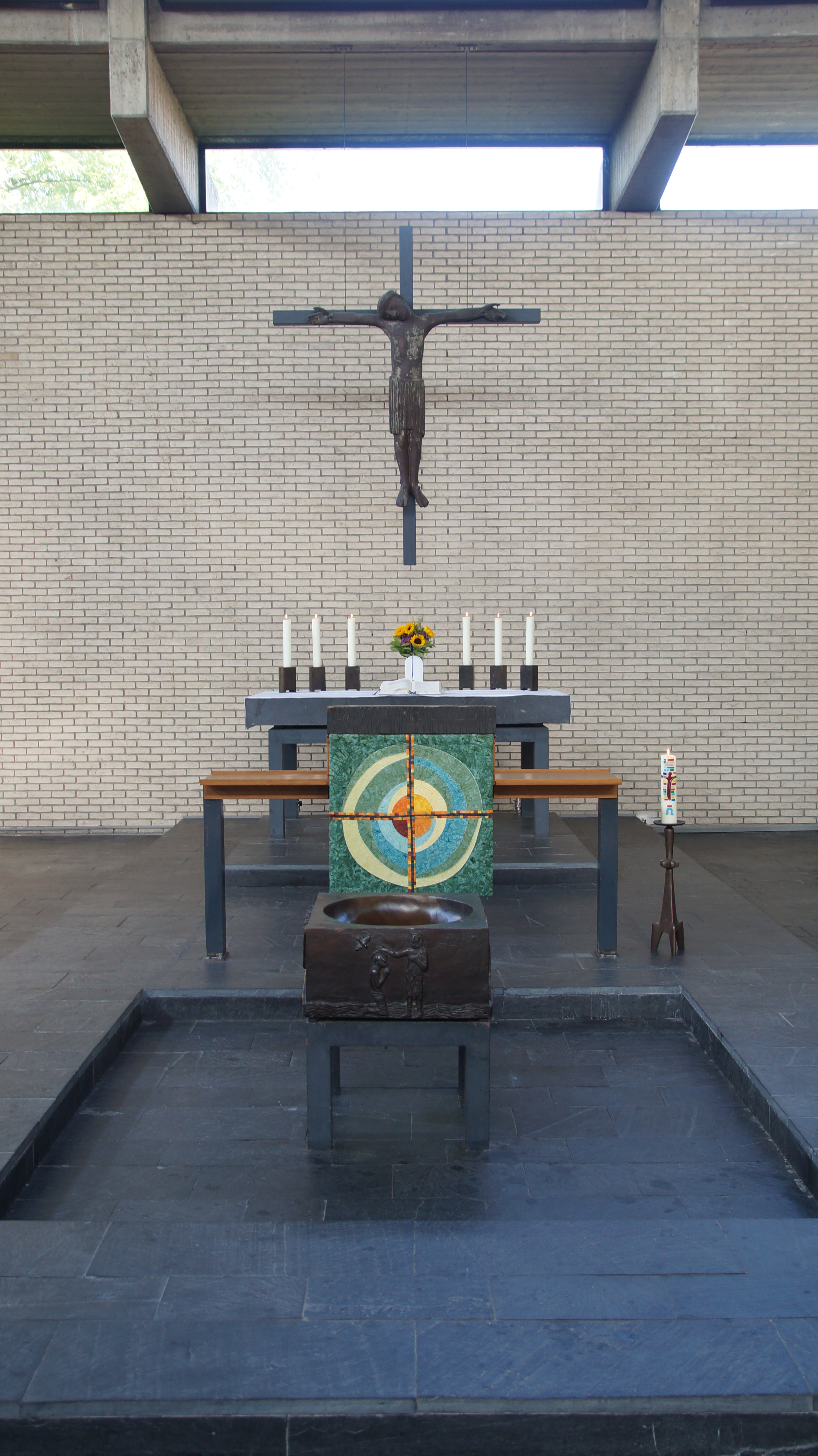
Altarinsel mit Taufbecken

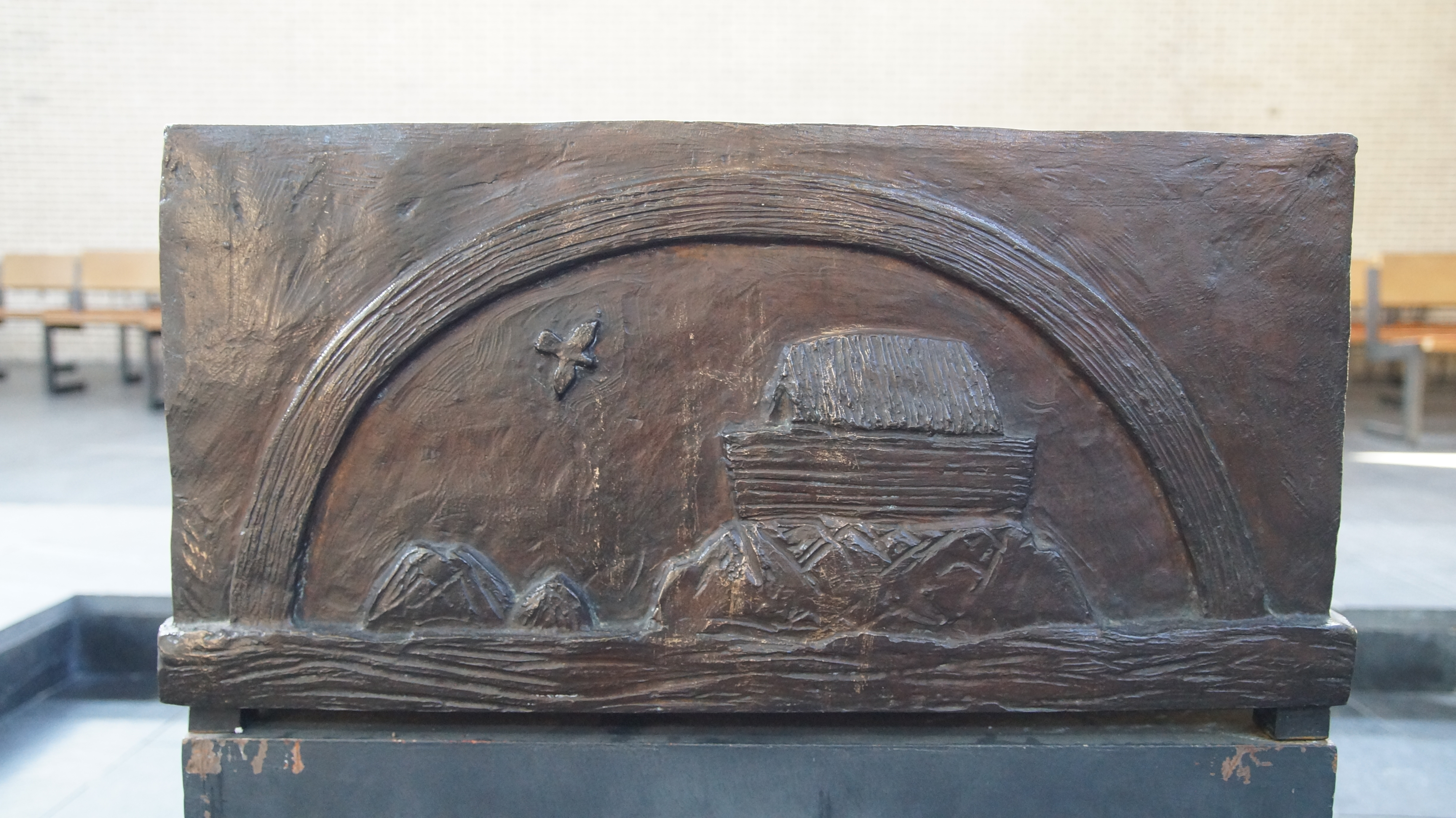
Detail des Taufbeckens

St. Lukas ist eine Gemeindekirche, die auf die zentrale Mitte von Taufe, Kanzel und Altar ausgerichtet ist. Durch die Säulen, die rund um die Kirche gebaut wurden, sieht es so aus, als ob die Kirche an ihnen hängt und schwebt. Durch die beiden Fensterbänder, die oben an der Kirche verlaufen, wird der Blick der Besucher immer Richtung Himmel gelenkt. Selbst bei einem gut besuchten Gottesdienst bekommt der Besucher nie das Gefühl eingeengt zu sein. Die Architekten der Kirche haben einen schwebenden Raum als Tor zum Himmel (1. Mose 28,10-22 ) gestaltet.
Die mit Bronze beschlagenen Kirchentüren wurden nach Entwürfen von Fritz Kühn gebaut.

### Glockenturm
Der Glockenturm der Kirche steht 20 Meter entfernt von der Kirche. Er markiert die Achse zum Eingang der Kirche. In ihm hängen seit 1962 vier Glocken, die von der Glockengießerei F.W. Schilling in Heidelberg gegossen wurden:
Glocke I: Lobe den Herrn, meine Seele
512 kg mit dem Ton as' 
Glocke II: und was in mir ist, seinen heiligen Namen
351 kg mit dem Ton b' 
Glocke III: Lobe den Herrn meine Seele
238 kg mit dem Ton b' 
Glocke IV: und vergiss nicht, was er dir Gutes getan hat
164 kg mit dem Ton des'

## Ausstattung
Die Altarinsel mit Taufbecken, Ambo und Kreuz stammt von dem Künstler Fritz Fleer.
Die abstrahierte Deckenmalerei (Drei Engel mit Sonne) stammt von dem Künstlerpaar Claus Wallner und Ursula Querner-Wallner. Die Künstlerin Christiane Schwarze-Kalkoff aus Halle (Saale) entwarf die Buntglasfenster.
Die Orgel wurde 1962 vom Orgelbaumeister Weißborn in Braunschweig-Lehndorf gebaut. Sie besitzt 2.000 Pfeifen in 23 Registern und hatte eine Bausumme von über 40.000 DM.